# Волинська обласна клінічна лікарня

Волинська обласна клінічна лікарня

Воли́нська обласна́ кліні́чна ліка́рня — багатопрофільний лікувальний заклад на 995 ліжок.

## Загальні відомості

Центральний корпус

Сьогодні в її складі 27 стаціонарних відділень, 34 — лікувально — діагностичних і допоміжних відділень і служб, а також консультативна поліклініка потужністю 573 відвідувань в день по 32 спеціальностях.
60% ліжкового фонду становлять хірургічні ліжка, Лікарня забезпечує висококваліфіковану спеціалізовану медичну допомогу населенню та надає лікувально-діагностичну, планово-консультативну і організаційно-методичну допомогу установам охорони здоров'я області.
Лікарня оснащена найсучаснішою електронною апаратурою (комп'ютерний томограф, ангіограф, сіромобіль, апаратура ультразвукового обстеження, доплеровазограф, ендоскопічна апаратура, апаратура для лапароскопічних втручань тощо).
В лікарні працює лабораторія полімеразно-ланцюгової реакції, Функціонує філія деканату удосконалення лікарів Львівського медичного університету ім. Данила Галицького, дві кафедри: терапії і анестезіології і реанімації.

## Історія
Заснована лікарня 23 червня 1944 року. В 1945 році в лікарні було розгорнуто 255 ліжок загального профілю. В цей період в її складі функціонували терапевтичне, хірургічне, пологове, гінекологічне, дитяче і очне відділення, які надавали здебільшого невідкладну допомогу. В лікарні тоді працювало всього 8 лікарів: 4 хірурги, терапевт, окуліст, акушер-гінеколог, педіатр.
В 1964 році лікарню переведено в нове приміщення, до якого в 1978 році добудовано терапевтичний корпус.
В 1990 році приєднано лікарню ліксанупру, а в послідуючі роки обласний кардіологічний, ендокринологічний, фізкультурний диспансери.

## Колектив
Колектив лікарні з 1983 року очолює заслужений лікар України, лікар вищої кваліфікаційної категорії з організації і управління охороною здоров'я Сидор Іван Миколайович, 1944 року народження. Лікарський стаж з 1973 року.
В лікарні працює 1769 чол., з них 346 лікарів, з яких атестовано 70,2%, з них мають вищу категорію 61,3%, першу — 20,6%, другу — 18,1%. Середніх медичних працівників 691 чол., в тому числі з вищою категорією 70,6%, першою — 15,5%, другою — 13,8%, всього атестовано 71,1%.
Серед працюючих в лікарні: 6 кандидатів медичних наук, 6 Заслужених лікарів України і 1 Заслужений працівник охорони здоров'я.
98% лікарів, що працюють в лікарні атестовано, з них з вищою і першою категоріями понад 80 відсотків. В лікарні працює два заслужених працівника охорони здоров'я Олексюк Л. П.і Лук'янчук В. Г., 24 чоловіки відзначені урядовими нагородами і 55-одержали значок «Відмінику охорони здоров'я»